# (34012) Prashaant
2000 OD15 (asteroide 34012) é um asteroide da cintura principal. Possui uma excentricidade de 0.12379350 e uma inclinação de 3.44359º.
Este asteroide foi descoberto no dia 23 de julho de 2000 por LINEAR em Socorro.